# Eucosmini
Los eucosminos (Eucosmini) son una tribu de lepidópteros ditrisios de la familia Tortricidae.   Tiene los siguientes géneros.

## Características
Los Eucosmini se definen por:
- la venación del ala posterior, específicamente la curvatura y aproximación de M2 a la base del tallo de M3 y CuA1.

- Presencia de una muesca en la base de la antena, un pliegue costal y escamas elevadas en el dorso del ala anterior.
- Ausencia de la vena 3A en el ala posterior.[2]

## Géneros
- Acroclita - Age - Alcina - Alischirnevaia - Allodapella - Allohermenias - Anathamna - Anoecophysis - Antichlidas -  Argepinotia - Asketria - Assulella - Azuayacana - Barbara - Bascaneucosma - Bipartivalva - Biuncaria - Blastesthia - Blastopetrova - Brachiocera - Brachioxena - Catastega - Charitostega - Chimoptesis - Cirrilaspeyresia - Clavigesta - Coenobiodes - Collogenes - Cosmetra - Crocidosema - Crusimetra - Demeijerella - Dicnecidia - Dinogenes - Diplonearcha - Doliochastis - Eccoptocera - Emrahia - Epibactra - Epiblema - Epinotia - Eriopsela - Eucoenogenes - Eucosma - Eucosmophyes - Gibberifera - Gravitarmata - Gretchena - Gypsonoma - Heleanna - Hendecaneura - Hendecasticha - Hermenias - Herpystis - Herpystostena - Hetereucosma - Holocola - Hylotropha - Icelita - Jerapowellia - Kennelia - Laculataria - Lepteucosma - Macraesthetica - Makivora - Megaherpystis - Mehteria - Melanodaedala - Mesocallyntera - Mesochariodes - Metacosma - Mystogenes - Namasia - Neaspasia - Neobarbara - Niphadostola - Noduliferola - Notocelia - Nuntiella - Osthelderiella - Parachanda - Pelochrista - Peridaedala - Phalarocarpa - Phaneta - Plutographa - Proteoteras - Protithona - Pseudexentera - Pseudoclita - Quebradnotia -Retinia - Rhopalovalva - Rhopobota - Rhyacionia - Salsolicola - Sociognatha - Sonia - Spilonota - Strepsiceras - Strepsicrates - Stygitropha - Suleima - Syropetrova - Thiodia - Thiodiodes - Thylacogaster - Tritopterna - Whittenella - Xenosocia - Yunusemreia - Zeiraphera - Zerpanotia